# Superclássico das Américas de 2014
O Superclássico das Américas de 2014 foi a 14ª edição deste torneio de futebol amistoso entre Brasil e Argentina. Foi anunciado pela Confederação Sul-Americana de Futebol (CONMEBOL) que foi realizado em 11 de outubro de 2014 no estádio Ninho de Pássaro, em Pequim.
Diferente das edições anteriores, foi disputada em partida única com todos os jogadores, não apenas os que jogam nos respectivos países, pois a data do confronto foi uma "data FIFA", ou seja, que faz parte do calendário oficial de jogos para as seleções.

## Sede
A CONMEBOL, em conjunto com a CBF e a AFA haviam confirmado o jogo no Estádio Nacional de Pequim.
| Pequim                     |
| -------------------------- |
| Estádio Nacional de Pequim |
| Capacidade: 80.000         |
|                            |
| Pequim                     |

## Detalhes
| 11 de outubro               | Brasil                  | 2 – 0     | Argentina | Ninho de Pássaro, Pequim            |
| 21:05 (UTC+8) 09:05 (UTC-3) | Diego Tardelli 27', 63' | Relatório |           | Público: 52 313 Árbitro: CHN Fan Qi |

| Brasil | Argentina |

| G              | 1  | Jefferson      |     |       |
| LD             | 2  | Danilo         | 39' |       |
| Z              | 3  | Miranda        |     |       |
| Z              | 4  | David Luiz     | 18' | 88'   |
| LE             | 6  | Filipe Luís    |     |       |
| V              | 17 | Luiz Gustavo   |     |       |
| V              | 22 | Elias          |     |       |
| M              | 11 | Oscar          |     |       |
| M              | 19 | Willian        |     |       |
| A              | 10 | Neymar         |     | 90+4' |
| A              | 9  | Diego Tardelli |     | 82'   |
| Substituições: |    |                |     |       |
| M              | 20 | Kaká           |     | 82'   |
| Z              | 14 | Gil            |     | 88'   |
| A              | 7  | Robinho        |     | 90+4' |
| Treinador:     |    |                |     |       |
| Dunga          |    |                |     |       |

| G               | 1  | Romero          |     |     |
| LD              | 4  | Zabaleta        |     |     |
| Z               | 2  | Demichelis      |     |     |
| Z               | 5  | Fede Fernández  | 50' |     |
| LE              | 16 | Rojo            |     |     |
| V               | 14 | Mascherano      | 46' |     |
| M               | 23 | Roberto Pereyra |     | 75' |
| M               | 18 | Lamela          |     | 60' |
| M               | 7  | Di María        |     |     |
| A               | 11 | Agüero          |     | 60' |
| A               | 10 | Lionel Messi    |     |     |
| Substituições:  |    |                 |     |     |
| M               | 22 | Pastore         |     | 60' |
| A               | 9  | Higuaín         |     | 60' |
| M               | 8  | Enzo Pérez      |     | 75' |
| Treinador:      |    |                 |     |     |
| Gerardo Martino |    |                 |     |     |

## Cobertura Televisiva
- América Latina: ESPN
- Argentina: América TV
- Brasil: Rede Globo e SporTV
- Uruguai: Tenfield e TVO
- Paraguai: Red Guaraní
- Equador: Teleamazonas

## Premiação
| Superclássico das Américas 2014 |
| Brasil                          |
| ------------------------------- |
| BRASIL Campeão (11º título)     |